# Mariusz Wodzicki
Mariusz Wodzicki é um matemático polonês, que trabalha com análise matemática, K-teoria algébrica, geometria não-comutativa e geometria algébrica. 
Wodzicki obteve um doutorado em 1984 no Instituto de Matemática Steklov em Moscou, orientado por Yuri Manin, com a tese Spectral Asymmetry and Zeta-Functions. É atualmente professor de matemática da Universidade da Califórnia em Berkeley.
Em 1992 Wodzicki foi palestrante convidado do Congresso Europeu de Matemática em Paris (Algebraic K-theory and functional analysis). Foi palestrante convidado do Congresso Internacional de Matemáticos em Zurique (1994: The algebra of functional analysis).

## Publicações selecionadas
- com Ken Dykema, Tadeusz Figiel, Gary Weiss: Commutator structure of operator ideals. Advances in Mathematics, vol. 185, 2004, pp. 1–79.
- Vestigia investiganda. Moscow Mathematical Journal, vol 2, 2002, pp. 769–798, 806.
- com Ken Dykema, Gary Weiss: Unitarily invariant trace extensions beyond the trace class. In: Complex analysis and related topics (Cuernavaca, 1996) Oper. Theory Adv. Appl. vol. 114, 2000, pp. 59–65
- com Andrei Suslin: Excision in algebraic K-theory, Annals of Mathematics, vol. 136, 1992, pp. 51–122
- Algebraic K-theory and functional analysis, ECM Paris 1992, Birkhäuser, Progress in Mathematics, 1994